# Maurice de Lambert
Pour les articles homonymes, voir Lambert.
Maurice Walter Edmond Labatt de Lambert dit Maurice de Lambert, né le 9 février 1873 à Paris et mort le 20 novembre 1953 à Neuilly-sur-Seine, est un illustrateur, peintre, décorateur et graveur français.
Il est surtout connu pour ses illustrations d'œuvres de Victor Hugo et Maupassant.

## Biographie
Très jeune, il manifeste son goût et des facilités pour le dessin. Il est l'élève de Gustave Moreau et de Georges-Antoine Rochegrosse, et reçoit les conseils d'Albert Besnard et de Félix Bracquemond.
Il débute dans l'illustration par des enluminures destinées à deux ouvrages : La Légende du Beau de Victor Hugo et Le Chevalier double de Théophile Gautier.
Il dessine les ombres et les décors de plusieurs spectacles montmartrois. Il produit pour l'éditeur Manzi un grand nombre de portraits en pied de comédiens : Sarah Bernhardt, Sacha Guitry, Réjane, etc qui sont publiés dans la revue Le Théatre (sic).
Lambert s'est également intéressé à l'art de la typographie, dessinant des vignettes pour les caractères Grasset.
Sa peinture fut souvent exposée, tant à Paris qu'à l'étranger : Bruxelles, New York, Madrid.
Il collabore sous son nom au magazine Paris sex-appeal.

## Ouvrages illustrés par Maurice de Lambert
- Maupassant, L'Inutile Beauté, Ollendorff, 1904.
- Émile Henriot " En Provence " crayons et sépias de Maurice de Lambert, Éditions Léo Delteil, Paris, 1927